# Juegos de las Islas de 2011
Los XIV Juegos de las Islas son uno de los principales eventos multideportivos internacionales que se celebraron del 25 de junio al 1 de julio de 2011, en la Isla de Wight, Inglaterra. 
La mascota de los Juegos es una ardilla roja, un animal autóctono de la Isla de Wight.

## Juegos de las Islas
Los Juegos de las Islas son un evento multideportivo celebrado bianualmente que enfrenta a equipos de diversas islas. Estos juegos son organizados por la Asociación Internacional de Juegos de las Islas (International Island Games Association, IGA), financiada por las islas miembros y por patrocinadores comerciales de los juegos. Es la encargada de investigar si las islas candidatas a miembros cumplen con los criterios de membresía. El número de miembros actuales es de 25, de entre los que todos excepto Gibraltar son islas o archipiélagos. Posteriores incorporaciones tras Menorca (2005) requerirán cambios en los estatutos.

## Equipos participantes
La IGA fue fundada en la Isla de Man en 1985. Sus miembros actuales son:
| Åland        | Alderney       | Anglesey (Ynys Môn) | Hébridas Exteriores       |
| Bermudas     | Islas Malvinas | Islas Feroe         | Frøya                     |
| Gibraltar    | Gotland        | Groenlandia         | Guernsey                  |
| Hitra        | Isla de Man    | Isla de Wight       | Jersey                    |
| Islas Caimán | Menorca        | Orcadas             | Isla del Príncipe Eduardo |
| Rodas        | Saaremaa       | Sark                | Islas Shetland            |
| Santa Helena |                |                     |                           |

## Calendario
| CA | Ceremonia de apertura | ● | Eventos de competición | 1 | Eventos finales | CC | Ceremonia de clausura |

| Junio/Julio           | Junio/Julio           | 25 Sáb | 26 Dom | 27 Lun | 28 Mar | 29 Mié | 30 Jue | 1 Vie |     |
| --------------------- | --------------------- | ------ | ------ | ------ | ------ | ------ | ------ | ----- | --- |
| Ceremonias            | Ceremonias            | CA     |        |        |        |        |        | CC    |     |
| Tiro con arco         | Tiro con arco         |        |        | 2      | 2      | 2      | 2      |       | 8   |
| Atletismo             | Atletismo             |        | 5      | 7      | 6      | 6      | 7      | 8     | 39  |
| Bádminton             | Bádminton             |        | ●      | 1      | ●      | ●      | ●      | 5     | 6   |
| Baloncesto            | Baloncesto            |        | ●      | ●      | ●      | ●      | ●      | 2     | 2   |
| Ciclismo              | Ciclismo              |        | 2      | 2      | 2      |        | 2      | 2     | 10  |
| Fútbol                | Fútbol                |        | ●      | ●      | ●      |        | ●      | 2     | 2   |
| Golf                  | Golf                  |        |        |        | ●      | ●      | ●      | 2     | 2   |
| Vela                  | Vela                  |        | ●      | ●      | ●      |        | 1      | 1     | 2   |
| Tiro deportivo        | Tiro deportivo        |        | 8      | 9      | 10     | 9      | 6      | 4     | 46  |
| Squash                | Squash                |        | ●      | 1      | ●      | 2      | 2      | 1     | 6   |
| Natación              | Natación              |        |        | 11     | 11     | 10     | 11     |       | 43  |
| Tenis de mesa         | Tenis de mesa         |        | ●      | ●      | 1      | ●      | ●      | 5     | 6   |
| Tenis                 | Tenis                 |        | ●      | 2      | ●      | ●      | ●      | 5     | 7   |
| Voleibol              | Voleibol              |        | ●      | ●      | ●      | ●      | ●      | 2     | 2   |
| Windsurf              | Windsurf              |        | ●      | ●      | ●      | ●      | ●      | 4     | 4   |
| Total Medallas de Oro | Total Medallas de Oro |        | 15     | 35     | 32     | 29     | 31     | 43    | 185 |
| Junio/Julio           | Junio/Julio           | 25 Sáb | 26 Dom | 27 Lun | 28 Mar | 29 Mié | 30 Jue | 1 Vie | T   |

## Participantes por territorios
- Islas Åland (120)
- Alderney (34)
- Bermudas (102)
- Islas Caimán (70)
- Islas Malvinas (43)
- Islas Feroe (100)
- Frøya (18)
- Gibraltar (140)
- Isla de Gotland (132)
- Groenlandia (74)
- Guernsey (210)
- Hitra (46)
- Isla de Man (189)
- Isla de Wight (Sede) (252)
- Jersey (199)
- Menorca (125)
- Orcadas (40)
- Rodas (70)
- Saaremaa (110)
- Sark (11)
- Islas Shetland (82)
- Santa Helena (8)
- Hébridas Exteriores (66)
- Anglesey (Ynys Môn) (65)

## Medallero
| Núm.  | País                | Oro | Plata | Bronce | Total |
| ----- | ------------------- | --- | ----- | ------ | ----- |
| 1     | Guernsey            | 41  | 41    | 25     | 107   |
| 2     | Isla de Man         | 26  | 22    | 20     | 68    |
| 3     | Jersey              | 22  | 31    | 30     | 83    |
| 4     | Islas Feroe         | 20  | 20    | 15     | 55    |
| 5     | Isla de Wight       | 17  | 15    | 21     | 53    |
| 6     | Islas Åland         | 14  | 7     | 13     | 34    |
| 7     | Gotland             | 9   | 12    | 21     | 42    |
| 8     | Menorca             | 8   | 8     | 12     | 28    |
| 9     | Islas Caimán        | 8   | 7     | 8      | 23    |
| 10    | Islas Shetland      | 7   | 4     | 4      | 15    |
| 11    | Gibraltar           | 6   | 5     | 5      | 16    |
| 12    | Saaremaa            | 4   | 5     | 7      | 16    |
| 13    | Bermudas            | 3   | 5     | 10     | 18    |
| 14    | Anglesey            | 2   | 2     | 0      | 4     |
| 15    | Orcadas             | 1   | 2     | 1      | 4     |
| 16    | Hébridas Exteriores | 1   | 1     | 2      | 4     |
| 17    | Sark                | 1   | 1     | 1      | 3     |
| 18    | Hitra               | 0   | 1     | 2      | 3     |
| 19    | Groenlandia         | 0   | 1     | 1      | 2     |
| 19    | Rodas               | 0   | 1     | 1      | 2     |
| Total | Total               | 189 | 191   | 199    | 579   |